# Alonzo Watson
Alonzo Watson (ur. 1891 w Chicago, zm. 1937) – amerykański działacz komunistyczny, żołnierz Brygad Międzynarodowych, jeden z pierwszych afroamerykańskich wolontariuszy w Stanach Zjednoczonych i pierwszy Afroamerykanin poległy na froncie wojny domowej.
Alonzo Watson urodził się w Chicago w 1891. Brał udział w I wojnie światowej, po powrocie przeniósł się do Nowego Jorku i wstąpił do Komunistycznej Partii Stanów Zjednoczonych. Dzień po Bożym Narodzeniu w 1936 popłynął na SS Normandie do pogrążonej w wojnie domowej Hiszpanii. Na miejscu dołączył do Brygady im. Abrahama Lincolna, która składała się głównie z amerykańskich lewicowców. Zginął w lutym 1937 w bitwie nad Jaramą.
Jego nazwisko pojawia się na krótko jako postać historyczna w Captain Blackman (1972), powieści amerykańskiego pisarza Alfreda Williamsa i w książce Bruce'a Palmera They Shall Not Pass: A Novel of the Spanish Civil War (1971).